# Steatoda bipunctata
Steatoda bipuncata es una araña del género Steatoda, de la familia Theridiidae
Es común en América del Norte y Europa, se las puede encontrar cerca de estructuras humanas, tales como sótanos y galpones. Un apodo para este arácnido es la araña conejera, ya que suele anidar en jaulas para conejos. Steatoda bipuncata es similar en tamaño a las viudas negras del género Latrodectus y por lo tanto suele confundirse con ellas, aunque su picadura es menos peligrosa para los humanos. Por esta razón las especies del género Steatoda son denominadas «viudas falsas».
El abdomen en ambos sexos es bulboso y de coloración marrón, con dos manchas negras en la parte superior. Es por estos puntos que se da su nombre, del latín Bi (dos) puncata (puntos). En la parte inferior del abdomen posee una marca más interesante, similar al símbolo de infinito. El color del abdomen de la hembra es de color claro y brillante a comparación con el de los machos.